# باول واتسون (لاعب كرة قدم)
باول واتسون (بالإنجليزية: Paul Watson) (20 ديسمبر 1990 بإدنبرة في المملكة المتحدة - ) هو لاعب كرة قدم بريطاني في مركز الدفاع. لعب مع ريث روفرز ونادي فالكيرك ونادي ليفينغستون لكرة القدم.

## وصلات خارجية
- باول واتسون على موقع قاعدة بيانات كرة القدم.إي يو (الإنجليزية)
- باول واتسون على موقع Soccerbase.com (لاعب) (الإنجليزية)